# Chutes Crescent
Les chutes Crescent (en anglais : Crescent Falls) sont deux chutes d'eau situées sur la rivière Bighorn à l'ouest de la région du centre de l'Alberta, au Canada.
Les chutes sont situées à quelques kilomètres en amont de la confluence de la rivière Bighorn avec la rivière Saskatchewan Nord. Un chemin de 4,5 kilomètres de long mène aux chutes depuis la David Thompson Highway (entre le lac Abraham et Nordegg). La Crescent Falls Provincial Recreation Area est située immédiatement en amont de la cascade.
La chute a une hauteur de 25 m.